# Церквеняк (община)
Община Церквеняк (словен. Občina Cerkvenjak) — одна з общин Словенії. Адміністративним центром є місто Церквеняк.
Центр общини був названий на честь церкви, яка стояла там в кінці 13 століття.

## Населення
У 2011 році в общині проживало 2005 осіб, 1035 чоловіків і 970 жінок. Чисельність економічно активного населення (за місцем проживання), 838 осіб. Середня щомісячна чиста заробітна плата одного працівника (EUR), 932,41 (в середньому по Словенії 987.39). Приблизно кожен другий житель у громаді має автомобіль (50 автомобілі на 100 жителів). Середній вік жителів склав 40,5 роки (в середньому по Словенії 41.8). 